# Blaesoxipha amamiensis
Blaesoxipha amamiensis är en tvåvingeart som beskrevs av Shinonaga och Matsudaira 1970. Blaesoxipha amamiensis ingår i släktet Blaesoxipha och familjen köttflugor. Inga underarter finns listade i Catalogue of Life.